# Єромине
Єромине (біл. Яроміна) — агромістечко, центр Єроминської сільської ради Гомельського району Гомельської області Республіки Білорусь.

## Географія

### Розташування
Починається відразу за північною околицею Гомеля. В агромістечку розташований однойменний залізничний пункт зупинки, в безпосередній близькості знаходяться залізничні станції Костюковка і Світоч. Саме поселення складається з центральної частини, де школа і сільрада, північна з переважанням приватного сектора, відокремлена від центру болотом, південна з котеджами, відокремлена від центру переліском, а також східна — район Сільгосптехніка (вулиця Сурганова, за залізницею), де розташовані промислові. підприємства. В агромістечку 2048 житлових будинків (2004). Планування складається з 4 частин, розділених невеликим водосховищем, переліском. Забудова двостороння, будинки дерев'яні та цегляні, переважно одноповерхові, садибного типу, у південній частині переважають двоповерхові котеджі, у центрі та на Сільгосптехніці мікрорайони з будинками до 5 поверхів.

## Гідрографія
На заході меліоративний канал пов'язаний з річкою Рандовкою (притока річки Уза).

## Промисловість та сільське господарство
В агромістечку розташовані ВАТ «Гомельхімагро», ВАТ «Гомельагрокомплект», ТОВ «Енергокомплект», УП «Автомеханіка», багато дрібних підприємств різних галузей у колишньому КБО, відділення агрокомбінату «Південний», у тому числі 2 молочнотоварні ферми та мехдвір.

## Транспортна мережа

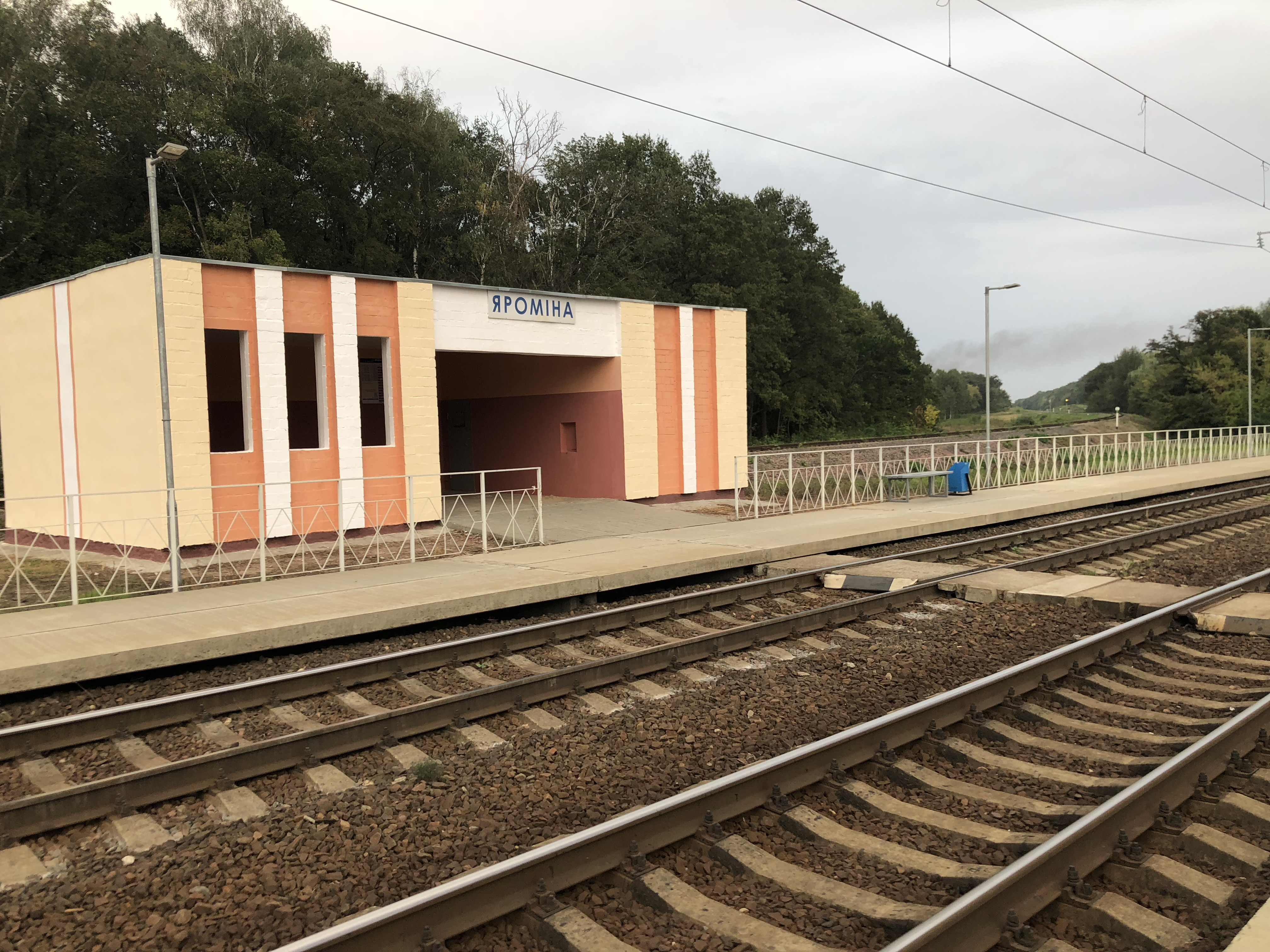
Залізнична станція (вересень 2018)

Транспортні зв'язки степовою, потім автомобільною дорогою Довськ — Гомель та північно-західний обхід Гомеля. Громадський транспорт: приміські поїзди Гомель-Жлобин, міські автобуси Вокзал-Костюковка та Вокзал-Більшовик, Кленкивський-Костюковка, експрес-маршрут Вокзал — вул. Сурганова, приміські автобуси на Буда-Кошельово, Уваровичі, Зелений Сад, Барченки, Однопілля, Коммунар, Широке, Михалівку. 

### Вулиці
- Васильєвої
- Вишнева
- Вокзальна
- Східна
- Залізничний провулок
- Заводська
- Західна
- Зубарєва
- Клубна
- Комарова
- Комуністична
- Комсомольська
- Лісова
- Лінійна
- Липова
- Молодіжна
- Нова
- Озерна
- Жовтнева
- Жовтневий провулок
- Першотравнева
- Піонерська
- Перемоги
- Польова
- Садова
- Світла
- Радянська
- Сурганова
- Хованського
- Чкалова
- Шкільна
- Ювілейна
- Юності

## Історія

### Велике князівство Литовське
Згідно з письмовими джерелами, село відоме з XVIII століття як село у Речицькому повіті Мінського воєводства Великого князівства Литовського. 

### Російська імперія
Після першого поділу Речі Посполитої (1772) у складі Російської імперії. 
З 1795 року діяла церква. Поміщики Краснинський-Корвін та Богданов мали тут у 1840 році 475 десятин землі та питний будинок. У 1850 році поруч було прокладено шосе Петербург — Київ. 
У 1863 році у Красненській волості Гомельського повіту Могильовської губернії, приватна власність поміщика Дуніна-Барковського. У 1868 році село, 151 двір, 526 мешканців, у народному училищі навчалося 25 хлопчиків.
Після будівництва Лібаво-Роменської залізниці у 1873 році розпочала роботу залізнична станція. У 1885 році діяли хлібний магазин, казенна винна крамниця, млин.
У 1886 році 158 дворів, 840 мешканців, у складі Поколюбицької волості Гомельського повіту.
У 1889 році побудовано дерев'яну церкву Покрова Пресвятої Богородиці, в народному училищі здобували освіту 46 хлопчиків і 14 дівчаток, а в 1902 році, відповідно, 89 і 33. У 1897 році працювали церква, школа, корчма.
У 1897 році у Поколюбицькій волості Гомельського повіту Могильовської губернії. У 1908 році поруч було 3 фольварки.
У 1909 році 332 двори, 687 жителів, належали Єроминському сільськогосподарському товариству, яке мало 1622 десятини землі. Частина села належала дворянину Патону, який мав 690 десятин землі.

### СРСР
1926 року діяли поштовий пункт, 2 школи. Поруч були хутори.
З 8 грудня 1926 року центр Єроминської сільради Гомельського району Гомельського округу, з 20 лютого 1938 року Гомельської області.
У 1927 році організовано колгосп «П'ятидвірка» (пізніше перейменований на «Червоний хлібороб»). Працювали столярні та шорні майстерні, нафтовий млин, кузня, школа 1-го ступеня. У 1930 році під час гонінь на церкву храм було закрито. У 1931 році з храму знято хрести, а потім куполи. Церковне начиння та церковне майно парафіяни поховали по будинках і підпільно збиралися для молитви. Церкву було перетворено під сховище. У 1933 році розмістилася Єроминська ділянка Гомельської МТС, яка обслуговувала колгосп «Червоний хлібороб» та ще 6 колгоспів.

#### Німецько-радянська війна
У 1941 році на початку німецько-радянської війни Свято-Покровська церква за клопотанням парафіян була відкрита, частково відремонтована. Богослужіння проводились священником Білобжецьким.
Під час німецько-радянської війни на фронтах та у партизанській боротьбі загинули 270 жителів села. Єромине було звільнено 26 листопада 1943 року.

#### Повоєнні роки
1948 року храм знову закрили. В 1949 почали розбирати церкву, потім повністю зруйнували, на її місці побудували сільський клуб (згодом перебудований в Будинок культури). Церковне начиння та майно парафіяни перенесли до будинку паламаря церкви, де й проходили богослужіння зі священником Олександром Кардашовим, а 1957 року з ієреєм Андрієм Поповичем.
У 1959 центр колгоспу «ім. Сталіна», який 9 листопада 1961 перейменований в «ім. XXII з'їзду КПРС».
Біля будівлі сільради у 1967 році споруджено стелу з барельєфним відображенням воїнів та плити з іменами загиблих земляків. 
У 1968 році парафіяни на чолі зі старостою Зуброновим Михайлом Адамовичем купили старий будинок з невеликою передсадибною ділянкою для потреб церкви.
У 1974 році розміщено комбінат побутового обслуговування, Костюківське міжрайонне об'єднання «Агропромтехніка», «Сільгоспхімія», обласна станція охорони рослинного світу, середня та музична школи, експериментальний культурно-спортивний центр, Будинок культури, 2 бібліотеки, амбулаторія, дитячі ясла та сад, аптеці. відділення зв'язку, кафе, 5 магазинів. 
У 1979 році парафіяни з ієреєм Петром Повним отримали дозвіл на будівництво нового молитовного будинку, який був збудований у 1980 році та освячений Філаретом, Митрополитом Мінським та Слуцьким, Екзархом усієї Білорусі.

### Республіка Білорусь
У 1990 та 2005 роках проводилася реконструкція стели «Ніщо не забуто, Ніхто не забутий».
1991 року храм відвідав Святіший Патріарх Олексій II під час свого першого візиту до Гомельської єпархії. У 1994 році було зведено дзвіницю. 1996 року на території храму закінчено будівництво хрестильного будинку.
У 1996 році працює лазня, магазинів поменшало до 4-х будівель.
У листопаді 2002 року на загальних зборах членів господарства «ім. XXII з'їзду КПРС» було одноголосно висловлено за зміну назви на більш актуальне поточний час, колгосп був перейменований на «Єроминський». А 21 грудня 2004 року було ліквідовано як юридичну особу шляхом приєднання на правах відділення (МТФ «Єромине») до ВАТ «Агрокомбінат „Південний“».
До складу Єроминської сільради до 1962 року входили селища Високе та Нове, до 1997 року Нове життя, до якого у 1962 році було приєднано селище Високе. Всіх цих населених пунктів нині не існує.
З 1927 року у селі існує ансамбль пісні та танці «Колос», якому 1969 року надано звання народного.
Ім'ям Хованського Миколи Петровича названо середню школу та вулицю в селі Єромине.

## Соціальна сфера
Розташовано середню школу, аптеку, магазини, нотаріальну контору, відділення Білорусбанку.

## Визначні пам'ятки
На згадку про жителів села загиблих під час німецько-радянської війни біля сільради встановлено стели та плити з іменами загиблих. На згадку про мирних жителів розстріляних органами НКВС у 1930-і роки у гаю на місці нинішнього автодрому в районі Сільгосптехніка представниками громадськості встановлено пам'ятний знак.

## Населення

### Чисельність
- 2009 — 5861 мешканець.